# 한화 이글스의 선수 목록
다음은 KBO 리그 한화 이글스의 연도별 선수 명단이다. 원래는 빙그레 이글스라는 이름으로 1986년에 창단되었고 1993년 11월 1일 한화 이글스로 변경하였다.

## 1986년~1993년: 빙그레 이글스
| 연도   | 투수   | 포수   | 1루수  | 2루수  | 3루수  | 유격수 | 우익수 | 중견수 | 좌익수 | 지명타자 |
| 1985년 | 이상군 | 홍순만 | 전대영 | 이광길 | 김한근 | 이석규 | 박찬   | 김호인 | 이강돈 | 강정길   |
| 1986년 | 이상군 | 김상국 | 강정길 | 이광길 | 김한근 | 김성갑 | 고원부 | 이강돈 | 황병일 | 유승안   |
| 1987년 | 이상군 | 김상국 | 강정길 | 이광길 | 김성갑 | 장종훈 | 고원부 | 이정훈 | 이강돈 | 김상국   |
| 1988년 | 한희민 | 유승안 | 강정길 | 이광길 | 김성갑 | 장종훈 | 고원부 | 이정훈 | 이강돈 | 김한근   |
| 1989년 | 한희민 | 유승안 | 강정길 | 조양근 | 김성갑 | 장종훈 | 고원부 | 이중화 | 이강돈 | 송일섭   |
| 1990년 | 한용덕 | 김상국 | 강정길 | 김성갑 | 강석천 | 장종훈 | 고원부 | 이정훈 | 이강돈 | 유승안   |
| 1991년 | 한용덕 | 김상국 | 강정길 | 전대영 | 강석천 | 황대연 | 이중화 | 이정훈 | 이강돈 | 장종훈   |
| 1992년 | 송진우 | 김상국 | 장종훈 | 전대영 | 강석천 | 지화동 | 이중화 | 이정훈 | 이강돈 | 강정길   |
| 1993년 | 정민철 | 김상국 | 장종훈 | 지화동 | 강석천 | 허준   | 지화선 | 진상봉 | 이강돈 | 강정길   |

## 1994년~2000년
| 연도   | 투수   | 포수   | 1루수    | 2루수    | 3루수  | 유격수 | 우익수 | 중견수   | 좌익수 | 지명타자 |
| 1994년 | 정민철 | 김상국 | 강정길   | 김용선   | 이민호 | 이종호 | 박지상 | 진상봉   | 고기성 | 이강돈   |
| 1995년 | 정민철 | 강인권 | 장종훈   | 김용선   | 황대연 | 정경훈 | 박지상 | 정영규   | 이강돈 | 강석천   |
| 1996년 | 정민철 | 조경택 | 이영우   | 임수민   | 홍원기 | 허준   | 정영규 | 강석천   | 송지만 | 이강돈   |
| 1997년 | 정민철 | 강인권 | 장종훈   | 임수민   | 홍원기 | 백재호 | 송지만 | 강석천   | 정영규 | 임주택   |
| 1998년 | 정민철 | 김충민 | 장종훈   | 치멜리스 | 이민호 | 백재호 | 송지만 | 강석천   | 이영우 | 부시     |
| 1999년 | 정민철 | 강인권 | 로마이어 | 임수민   | 강석천 | 백재호 | 송지만 | 데이비스 | 이영우 | 장종훈   |
| 2000년 | 송진우 | 조경택 | 로마이어 | 백재호   | 강석천 | 황우구 | 송지만 | 데이비스 | 이영우 | 장종훈   |

## 2001년 ~ 2010년
| 연도   | 투수   | 포수   | 1루수  | 2루수     | 3루수  | 유격수 | 우익수 | 중견수   | 좌익수 | 지명타자 |
| 2001년 | 송진우 | 신경현 | 장종훈 | 백재호    | 강석천 | 황우구 | 송지만 | 데이비스 | 이영우 | 김종석   |
| 2002년 | 송진우 | 이도형 | 장종훈 | 임수민    | 강석천 | 허준   | 송지만 | 데이비스 | 이영우 | 김태균   |
| 2003년 | 송진우 | 이도형 | 김태균 | 임수민    | 이범호 | 백재호 | 송지만 | 임재철   | 이영우 | 장종훈   |
| 2004년 | 송진우 | 신경현 | 김태균 | 임수민    | 디아스 | 이범호 | 고동진 | 데이비스 | 이영우 | 장종훈   |
| 2005년 | 송진우 | 신경현 | 김태균 | 한상훈    | 이범호 | 브리토 | 고동진 | 데이비스 | 조원우 | 이도형   |
| 2006년 | 류현진 | 신경현 | 김태균 | 루 클리어 | 이범호 | 김민재 | 고동진 | 데이비스 | 조원우 | 이도형   |
| 2007년 | 류현진 | 신경현 | 김태균 | 한상훈    | 이범호 | 김민재 | 크루즈 | 고동진   | 조원우 | 이도형   |
| 2008년 | 류현진 | 신경현 | 김태균 | 한상훈    | 이여상 | 이범호 | 송광민 | 클락     | 추승우 | 이도형   |
| 2009년 | 류현진 | 이도형 | 김태균 | 김민재    | 이범호 | 송광민 | 김태완 | 강동우   | 추승우 | 이영우   |
| 2010년 | 류현진 | 신경현 | 장성호 | 정원석    | 송광민 | 이대수 | 정현석 | 추승우   | 최진행 | 김태완   |

## 2011년 ~ 2020년
| 연도   | 투수     | 포수   | 1루수    | 2루수  | 3루수  | 유격수 | 우익수   | 중견수 | 좌익수 | 지명타자 |
| 2011년 | 류현진   | 신경현 | 장성호   | 한상훈 | 이여상 | 이대수 | 가르시아 | 강동우 | 최진행 | 김태균   |
| 2012년 | 류현진   | 정범모 | 김태균   | 한상훈 | 오선진 | 이대수 | 고동진   | 김경언 | 최진행 | 장성호   |
| 2013년 | 유창식   | 정범모 | 김태균   | 한상훈 | 오선진 | 이대수 | 김경언   | 고동진 | 최진행 | 김태완   |
| 2014년 | 이태양   | 조인성 | 김태균   | 정근우 | 송광민 | 한상훈 | 김경언   | 피에   | 최진행 | 이용규   |
| 2015년 | 로저스   | 조인성 | 김태균   | 정근우 | 신성현 | 강경학 | 김경언   | 이용규 | 최진행 | 폭스     |
| 2016년 | 카스티요 | 차일목 | 로사리오 | 정근우 | 송광민 | 하주석 | 김경언   | 이용규 | 양성우 | 김태균   |
| 2017년 | 오간도   | 최재훈 | 로사리오 | 정근우 | 송광민 | 하주석 | 양성우   | 이동훈 | 이성열 | 김태균   |
| 2018년 | 샘슨     | 최재훈 | 정근우   | 강경학 | 송광민 | 하주석 | 호잉     | 이용규 | 이성열 | 김태균   |
| 2019년 | 서폴드   | 최재훈 | 김태균   | 정은원 | 송광민 | 오선진 | 호잉     | 정근우 | 장진혁 | 이성열   |
| 2020년 | 서폴드   | 최재훈 | 송광민   | 정은원 | 노시환 | 오선진 | 반즈     | 이용규 | 노수광 | 이성열   |

## 2021년 -
| 연도   | 투수   | 포수   | 1루수  | 2루수  | 3루수  | 유격수 | 우익수 | 중견수 | 좌익수   | 지명타자 |
| 2021년 | 킹엄   | 최재훈 | 페레즈 | 정은원 | 노시환 | 하주석 | 김태연 | 노수광 | 장운호   | 이성곤   |
| 2022년 | 장민재 | 최재훈 | 김인환 | 정은원 | 노시환 | 하주석 | 이진영 | 터크먼 | 노수광   | 김태연   |
| 2023년 | 페냐   | 최재훈 | 김태연 | 정은원 | 노시환 | 이도윤 | 이진영 | 문현빈 | 윌리엄스 | 채은성   |
| 2024년 | 류현진 | 최재훈 | 채은성 | 황영묵 | 노시환 | 이도윤 | 김태연 | 장진혁 | 최인호   | 안치홍   |

## 역대 신인드래프트

### 첫 지명 선수
| 연도 | 선수   | 포지션 | 한화 소속 성적                                       |
| ---- | ------ | ------ | ---------------------------------------------------- |
| 1995 | 신재웅 | 투수   | 8시즌 133G 474.2이닝 24승 37패 5.44                  |
| 1996 | 홍원기 | 내야수 | 4시즌 258G 183안타 15홈런 .253 .326 .368             |
| 1997 | 이성갑 | 투수   | 1군 출전 X                                           |
| 1998 | 김민규 | 투수   | 1군 출전 X                                           |
| 1999 | 박정진 | 투수   | 16시즌 691G 789.1이닝 45승 43패 96홀드 35세이브 4.55 |
| 2000 | 조규수 | 투수   | 6시즌 154G 582.1이닝 28승 42패 8세이브 5.27          |
| 2001 | 김태균 | 내야수 | 19시즌 2015G 2209안타 311홈런 28도루 .320 .421 .516  |
| 2002 | 신주영 | 투수   | 6시즌 85G 96.2이닝 5승 3패 5.03                      |
| 2003 | 안영명 | 투수   | 16시즌 502G 969이닝 59승 49패 55홀드 13세이브 4.90   |
| 2004 | 김창훈 | 투수   | 2시즌 33G 45.1이닝 3승 2패 7.54                      |
| 2005 | 윤근영 | 투수   | 7시즌 220G 248.2이닝 6승 13패 19홀드 5.79            |
| 2006 | 유원상 | 투수   | 5시즌 118G 427.1이닝 17승 30패 5.52                  |
| 2007 | 장필준 | 투수   | 메이저리그 진출로 입단 X                             |
| 2008 | 박상규 | 외야수 | 1시즌 5G 1안타 .167 .286 .167                        |
| 2009 | 김회성 | 내야수 | 10시즌 423G 169안타 35홈런 .212 .316 .398            |
| 2010 | 김용주 | 투수   | 4시즌 27G 32.2이닝 1승 4패 8.82                      |
| 2011 | 유창식 | 투수   | 5시즌 107G 332이닝 16승 27패 5.50                    |
| 2012 | 하주석 | 내야수 | 현역 선수                                            |
| 2013 | 조지훈 | 투수   | 2시즌 23G 36이닝 3패 6.50                            |
| 2014 | 황영국 | 투수   | 4시즌 46G 39이닝 2패 6홀드 8.08                      |
| 2015 | 김범수 | 투수   | 현역 선수                                            |
| 2016 | 김주현 | 내야수 | 2시즌 28G 9안타 .243 .391 .297                       |
| 2017 | 김태욱 | 투수   | 1군 출전 X                                           |
| 2018 | 성시헌 | 투수   | 1군 출전 X                                           |
| 2019 | 변우혁 | 내야수 | 2시즌 50G 28안타 .246 .295 .386                      |
| 2020 | 신지후 | 투수   | 1시즌 2G 0.1이닝 0.00                                |
| 2021 | 정민규 | 내야수 | 현역 선수                                            |
| 2022 | 문동주 | 투수   | 현역 선수                                            |
| 2023 | 김서현 | 투수   | 현역 선수                                            |
| 2024 | 황준서 | 투수   | 현역 선수                                            |
| 2025 | 정우주 | 투수   | 현역 선수                                            |
| 2026 |        |        |                                                      |

### 마지막 지명 선수
| 연도 | 선수   | 포지션 | 한화 소속 성적                           |
| ---- | ------ | ------ | ---------------------------------------- |
| 1995 | 강인권 | 포수   | 7시즌 502G 188안타 .230 .350 .292        |
| 1996 | 양세규 | 외야수 | 1군 출전 X                               |
| 1997 | 이동욱 | 외야수 | 1군 출전 X                               |
| 1998 | 최동연 | 내야수 | 1시즌 1G 무안타 .000                     |
| 1999 | 이양기 | 내야수 | 11시즌 326G 180안타 .261 .333 .337       |
| 2000 | 이상현 | 외야수 | 2시즌 5G 1안타 .125 .222 .250            |
| 2001 | 오재필 | 내야수 | 5시즌 162G 49안타 15도루 .210 .281 .283  |
| 2002 | 연경흠 | 외야수 | 6시즌 345G 180안타 26홈런 .233 .310 .393 |
| 2003 | 정민혁 | 투수   | 4시즌 53G 62이닝 2승 2패 6.10            |
| 2004 | 김용국 | 외야수 | 지명권 포기로 입단 X                     |
| 2005 | 김동영 | 외야수 | 3시즌 23G 5안타 .185 .267 .185           |
| 2006 | 김성환 | 내야수 | 1군 출전 X                               |
| 2007 | 경정수 | 내야수 | 지명권 포기로 입단 X                     |
| 2008 | 정대훈 | 투수   | 6시즌 152G 145이닝 7승 3패 5홀드 5.34    |
| 2009 | 김강석 | 내야수 | 2시즌 6G 1안타 .143                      |
| 2010 | 이성곤 | 내야수 | 3시즌 109G 67안타 .235 .347 .319         |
| 2011 | 박혁   | 투수   | 1군 출전 X                               |
| 2012 | 윤승열 | 내야수 | 1군 출전 X                               |
| 2013 | 김승현 | 내야수 | 1군 출전 X                               |
| 2014 | 노태형 | 내야수 | 2시즌 73G 27안타 .186 .267 .234          |
| 2015 | 박윤철 | 투수   | 대학 진학으로 입단 X                     |
| 2016 | 강상원 | 외야수 | 3시즌 75G 7안타 .123 .265 .140           |
| 2017 | 김명서 | 내야수 | 1군 출전 X                               |
| 2018 | 김진욱 | 투수   | 3시즌 26G 51.1이닝 3승 4패 5.61          |
| 2019 | 박윤철 | 투수   | 3시즌 29G 66.2이닝 4패 5.67              |
| 2020 | 김승일 | 투수   | 현역 선수                                |
| 2021 | 문승진 | 투수   | 현역 선수                                |
| 2022 | 노석진 | 내야수 | 현역 선수                                |
| 2023 | 김예준 | 내야수 | 현역 선수                                |
| 2024 | 승지환 | 투수   | 현역 선수                                |
| 2025 | 이민재 | 외야수 | 현역 선수                                |
| 2026 |        |        |                                          |

## 같이 보기
- 한화 이글스의 역대 외국인 선수 목록
- 빙그레 이글스 연도별 선수 명단